# Воронково (Рыбницкий район)
Воронко́во — село в Рыбницком районе непризнанной Приднестровской Молдавской Республики. Железнодорожная станция. Административный центр Воронковского сельсовета, куда кроме села Воронково также входят малые сёла Буськи и Гершуновка. Вместе их население составляет 2735 человек (на 2014 год). Во времена Российской империи Воронково было центром Воронковской волости (Балтского уезда) Подольской губернии.

## Описание и население
Воронково основано в 1735 году, оно располагается на склонах малой реки Рыбница в 10 километрах от города Рыбница и растянулось более чем на 4 км с запада на восток и более чем на 2 км с севера на юг. Территория Воронковского сельского совета (состоит из сёл Воронково, Буськи, Гершуновка) занимает общую площадь в 3,82 км².
Всего три сросшиеся воедино села насчитывают 1659 дворов. В них проживают 2735 жителей (по данным на 2014 год), из которых:
- 960 пенсионеров,
- 1387 человек трудоспособного возраста,
- 254 школьников и 134 дошкольников[2].

## История

### До 1917 года
Село Воронково основали беглые крестьяне (украинцы и молдаване). Украинская часть села до сих пор именуется магалой «Шляхта», а молдавская часть — магалой «Бадэрэу». Первое письменное упоминание о селе Воронково относится к 1735 году (земли находились под властью польского князя Любомирского). В 1785 году в селе был найден клад старинных польских монет. В 1793 году после первого раздела Польши село вошло с состав России. С 1797 года село Воронково относится к Балтскому уезду Подольской губернии. Балтский уезд разделялся на 24 волости, в том числе была организована и земская Воронковская волость. Село было передано в ведение государственной казны, на него не распространялось крепостное право, и крестьяне имели свои собственные небольшие участки земли. В 1800 году в Воронково была построена каменная церковь (действующая и в настоящее время). В 1856 году была открыта частная школа. В 1892 году через село Воронково была проложена железнодорожная линия Слободка — Рыбница — Новоселица, что привело к развитию села.

### С 1917 года по 1989 год
В 1920 году был создан Воронковский сельский Совет (первый председатель — С. Цуркан). В Воронкове создаётся сельская потребкооперация и открывается отделение связи. В 1928 году в Воронкове появилось Товарищество по совместной обработке земли. В 1929 году в Воронкове было организовано два колхоза: «Красный Октябрь» и «Молдова Рошие». В том же 1929 году для технической помощи соседним колхозам была создана одна из первых в СССР — Воронковская МТС).

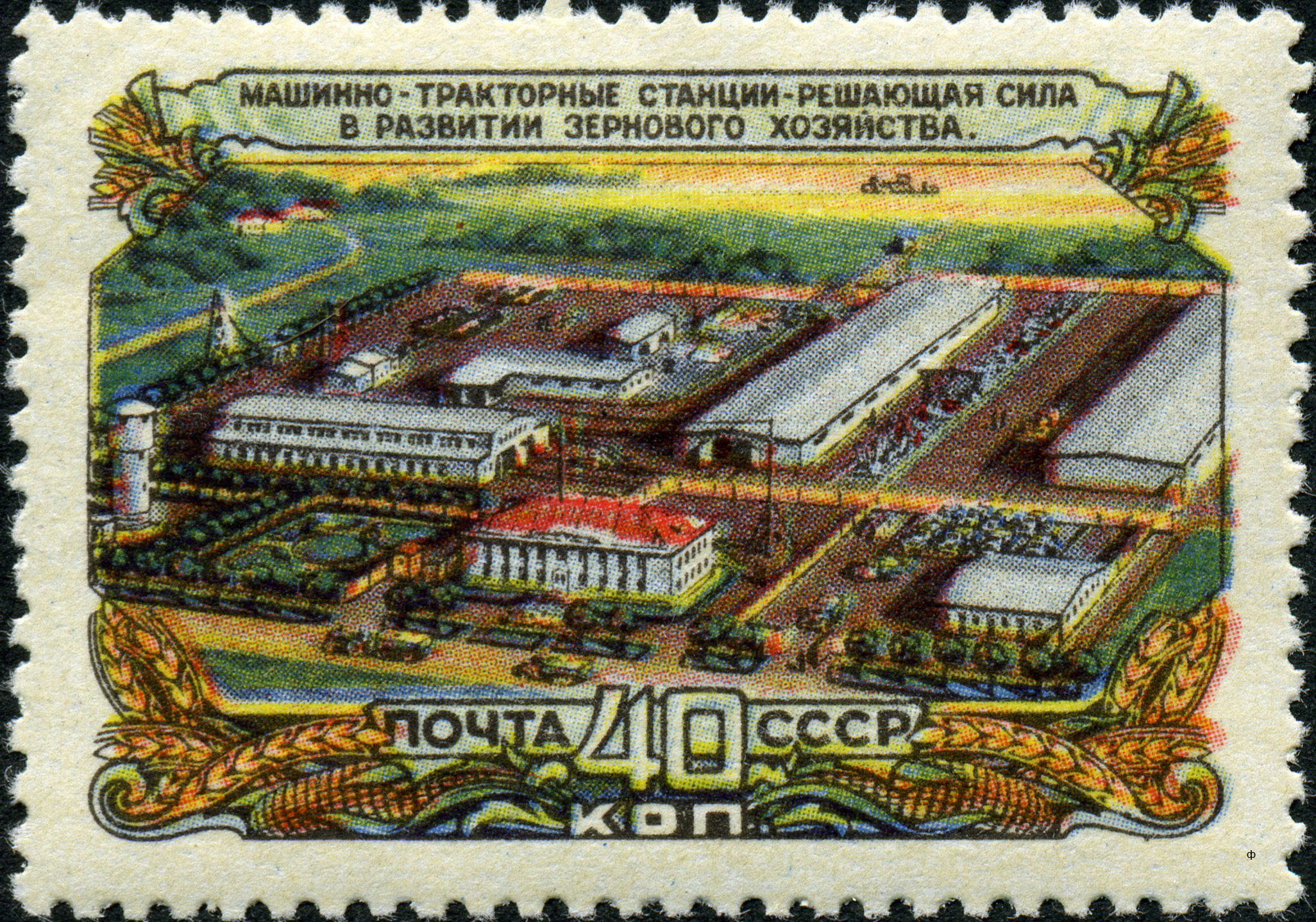
Советская МТС на почтовой марке СССР 1956 года

Коллективы Воронковской МТС и колхоза «Красный Октябрь» Воронкова были в числе первых участников ВДНХ СССР в 1939 году. Воронковкая МТС в 1940 году была удостоена высшей награды СССР — Ордена Ленина. С июня 1941 по март 1944 за годы румынской оккупации село было уничтожено, имущество было вывезено в Румынию. Более 850 жителей села воевали на фронте в Красной армии, 350 из них погибли. В селе Воронково по состоянию на 2015 год ещё живы некоторые участники Великой Отечественной войны (в том числе награждённые орденом Суворова, Красного Знамени, Отечественной войны I—II степени, Красной Звезды; орденом Славы III степени были награждены в 1941—1945-х годах 92 жителя Воронково). В 1950 году село было полностью отстроено, и два колхозы объединили в один — имени Калинина (с 1959 года — им. В. И. Ленина; с 1967 года — им. 50-летия Октября). Колхоз стал колхозом-миллионером. В 1961 году в Воронково был построен один из красивейших в Молдавии Дом культуры (на 900 мест). В 1970 году колхозу села Воронково была вручена вторая по счёту высшая награда СССР — Орден Ленина.

### После 1989 года
Столкнувшись в годы Перестройки с начавшимся в Молдавии процессом переосмысливания история в пользу румынизации, жители села одними из первых поддержали забастовщиков Рыбницкого ОСТК в середине 1989 года. И уже в конце 1989 воронковцы провели сход жителей села по вопросу об необходимости автономии Приднестровья. В 1990 году в селе был запущен свой собственный консервный цех, готовая продукция которого экспортировалась в Россию, страны Прибалтики и Германию. Бригадир-овощевод из села Воронково И. Погоний был награждён высшей наградой ПМР — Орденом Республики.
В 2000 году в Воронково открылся Дом для одиноких престарелых и инвалидов, заботу о которых взяло на себя непризнанное государство Приднестровская Молдавская Республика. Тогда же при активной поддержке Рыбницкого районного Совета народных депутатов ПМР был открыт местный музей, где собран антиквариат различных веков, а также различные документы.
На 2010 год село Воронково газифицировано в рамках президентской программы ПМР. Были созданы художественные коллективы, среди которых наиболее известен танцевальный ансамбль «Хуторянка».

## Экономика и социальный сектор
Общая площадь земель Воронковского сельсовета составляет 4982 га, из них земель сельскохозяйственного назначения — 3856 га (их обрабатывают 33 фермерских и крестьянских хозяйства, среди них наиболее успешными стали ООО «Рист» (овощеконсервный цех Воронкова) и один из крупных приднестровских поставщиков сельхозпродукции и ГСМ по северу ПМР ООО «Петролюкс»).
На территории Воронкова проложено 17 км сетей центрального водопровода питьевого водоснабжения (первые километры из них были построены воронковским колхозом-миллионером при СССР в 1970—1980-х годах). Также на территории трёх сёл имеются 82 колодца (из которых 76 находятся в Воронкове) и 4 водонапорные башни. К 2011 году старая часть водопровода начала приходить в негодность, и к концу 2014 года она была реконструирована приднестровской стороной за счёт города Рыбница.
Все три села Воронковского сельсовета газифицированы в приднестровское время (529 домов вдоль трассы газопроводов). Протяжённость газопровода среднего давления на территории Воронковского сельсовета составляет 22,2 км, а низкого давления — 10 км.
В селе Воронково работают:
- Воронковское отделение ГУП «Рыбницкий лесхоз»,
- Русская средняя общеобразовательная школа, Рыбницкая районная детская школа искусств имени Антона Григорьевича Рубинштейна (уроженца соседнего села), детский сад,
- Музей, дом культуры, библиотека,
- МУ «Дом престарелых», медицинское учреждение — СВА,
- Отделение связи ГУП «Рыбницкая почта», Рыбницкий филиал Сбербанка[2].